# Lijst van voetbalinterlands Liberia - Mauritanië
Deze lijst van voetbalinterlands is een overzicht van alle officiële voetbalwedstrijden tussen de nationale teams van Liberia en Mauritanië. De landen speelden tot op heden negen keer tegen elkaar. De eerste ontmoeting was een kwalificatiewedstrijd voor de Afrika Cup 1986 op 11 november 1984 in Monrovia. Het laatste duel, een vriendschappelijke wedstrijd, werd gespeeld in Tunis (Tunesië) op 11 juni 2021.

## Wedstrijden
| № | Plaats      | Datum            | Competitie                                        | Wedstrijd            | Uitslag |
| - | ----------- | ---------------- | ------------------------------------------------- | -------------------- | ------- |
| 1 | Monrovia    | 11 november 1984 | Afrika Cup 1986 kwalificatie                      | Liberia − Mauritanië | 3 − 1   |
| 2 | Nouakchott  | 25 november 1984 | Afrika Cup 1986 kwalificatie                      | Mauritanië − Liberia | 3 − 0   |
| 3 | Nouakchott  | 11 november 1994 | Afrika Cup 1996 kwalificatie                      | Mauritanië − Liberia | 1 − 1   |
| 4 | Monrovia    | 4 juni 1995      | Afrika Cup 1996 kwalificatie                      | Liberia − Mauritanië | 2 − 0   |
| 5 | Paynesville | 2 december 2012  | African Championship of Nations 2014 kwalificatie | Liberia − Mauritanië | 0 − 1   |
| 6 | Nouakchott  | 15 december 2012 | African Championship of Nations 2014 kwalificatie | Mauritanië − Liberia | 2 − 1   |
| 7 | Paynesville | 16 juli 2017     | African Championship of Nations 2018 kwalificatie | Liberia − Mauritanië | 0 − 2   |
| 8 | Zouérat     | 23 juli 2017     | African Championship of Nations 2018 kwalificatie | Mauritanië − Liberia | 0 − 1   |
| 9 | Tunis       | 11 juni 2021     | Vriendschappelijk                                 | Mauritanië − Liberia | 1 − 0   |

## Samenvatting
| Competitie                                   | Totaal gespeeld | Winst Liberia | Gelijk | Winst Mauritanië | Doelsaldo Liberia – Mauritanië |
| -------------------------------------------- | --------------- | ------------- | ------ | ---------------- | ------------------------------ |
| Afrika Cup-kwalificatie                      | 4               | 2             | 1      | 1                | 6 − 5                          |
| African Championship of Nations-kwalificatie | 4               | 1             | 0      | 3                | 2 − 5                          |
| Vriendschappelijk                            | 1               | 0             | 0      | 1                | 0 − 1                          |
| Totaal                                       | 9               | 3             | 1      | 5                | 8 − 11                         |

LFA · Liberiaans vrouwenelftal
Interlands
Tegenstander:
Algerije ·
Angola ·
Benin ·
Botswana ·
Burkina Faso ·
Burundi ·
Centraal-Afrikaanse Republiek ·
Colombia ·
Congo-Brazzaville ·
Congo-Kinshasa ·
Djibouti ·
Egypte ·
Equatoriaal-Guinea ·
Ethiopië ·
Gabon ·
Gambia ·
Ghana ·
Guinee ·
Guinee-Bissau ·
Indonesië ·
Irak ·
Ivoorkust ·
Kaapverdië ·
Kameroen ·
Kenia ·
Lesotho ·
Libië ·
Madagaskar ·
Malawi ·
Maleisië ·
Mali ·
Marokko ·
Mauritanië ·
Mauritius ·
Mexico ·
Namibië ·
Niger ·
Nigeria ·
Oeganda ·
Oman ·
Papoea-Nieuw-Guinea ·
Rwanda ·
Sao Tomé en Principe ·
Senegal ·
Sierra Leone ·
Soedan ·
Tanzania ·
Thailand ·
Togo ·
Tsjaad ·
Tunesië ·
Zambia ·
Zimbabwe ·
Zuid-Afrika
FFRIM · A-internationals · Mauritaans vrouwenelftal
1960 – 1969 · 
1970 – 1979 · 
1980 – 1989 · 
1990 – 1999 · 
2000 – 2009 · 
2010 – 2019 ·
2020 − 2029
Algerije ·
Angola ·
Bahrein ·
Benin ·
Botswana ·
Burkina Faso ·
Burundi ·
Canada ·
Centraal-Afrikaanse Republiek ·
Comoren ·
Congo-Brazzaville ·
Congo-Kinshasa ·
Equatoriaal-Guinea ·
Egypte ·
Ethiopië ·
Gabon ·
Gambia ·
Guinee ·
Guinee-Bissau ·
Irak ·
Ivoorkust ·
Jemen ·
Jordanië ·
Kaapverdië ·
Kameroen ·
Kenia ·
Lesotho ·
Libanon ·
Liberia ·
Libië ·
Madagaskar ·
Mali ·
Marokko ·
Mauritius ·
Mozambique ·
Niger ·
Oeganda ·
Oman ·
Palestina ·
Rwanda ·
Saoedi-Arabië ·
Senegal ·
Sierra Leone ·
Soedan ·
Somalië ·
Syrië ·
Tanzania ·
Togo ·
Tunesië ·
Verenigde Arabische Emiraten ·
Zambia ·
Zimbabwe ·
Zuid-Afrika ·
Zuid-Jemen ·
Zuid-Soedan